# Angel Dark
Angel Dark (ur. 11 kwietnia 1982 w Sobrance) – słowacka aktorka pornograficzna.
Imię Angel wybrała po urodzeniu syna, którego oddała do adopcji, a para, która go adoptowała, nazwała ją aniołem, natomiast nazwisko Dark przyjęła w nawiązaniu do subkultury gotyckiej.

## Życiorys

### Wczesne lata
Urodziła się we wschodniej Słowacji. Dorastała w miejscowości Michalovce. Pracowała jako barmanka w restauracji i kawiarni.

### Kariera
Jej przygoda z filmami pornograficznymi zaczęła się, kiedy miała 19 lat i na ulicy spotkała się z wizażystką pracującą na planie filmów pornograficznych, która zaprosiła ją na sesję fotograficzną w bieliźnie. Podczas niej okazało się, że jest to sesja pornograficzna. Ten epizod spowodował podjęcie stałej pracy w branży pornograficznej.
W 2002 pod pseudonimem Esmeralda rozpoczęła od sesji zdjęciowej dla Pierre’a Woodmana i trafiła do produkcji Private Castings #48 (3 czerwca 2002). Po raz pierwszy wzięła udział w scenie podwójnej penetracji z francuskimi aktorami porno Pascalem St. Jamesem i Joachimem Kessefem.
Pracowała z takimi reżyserami jako Christoph Clark, Alessandro Del Mar, Rocco Siffredi, John Leslie, Mario Salieri i Manuel Ferrara dla takich firm jak VMD, Third Degree, Evil Angel, Elegant Angel, Private Media Group, Devil’s Film, Black Magic, Showtime, DVSX, Zero Tolerance, Red Light District, Platinum X, New Sensations i Media Partners.
Wystąpiła w parodiach porno Sypiając z wrogiem – Wicked Pictures Sleeping with the Enemy (2004) i Błękitna laguna – Private Media Group Private Tropical 17: Fantasy Lagoon (2005).
W porno wersji powieści Daniela Defoe Przypadki Robinsona Kruzoe – Private Media Group Robinson Crusoe na wyspie grzechu (Private Gold 72: Robinson Crusoe on Sin Island, 2005), wielokrotnie nagradzanej (EroticLine Award w kategorii Najlepszy film międzynarodowy, AVN Award jako Najlepszy film zagraniczny), wcieliła się w rolę Annabel. Wystąpiła w roli Fiony w remake’u porno Gorzkie gody – Niebezpieczne związki (Sweet Bitter Moon – Luna Dolce e Amara, 2006) w reż. Andrei Nobiliego z Francesco Malcomem i Monicą Sweetheart. W kostiumowej produkcji Rzym 2 (Roma II, 2008) z Andreą Moranty (Marek Antoniusz) i Francesco Malcomem (Oktawian August) pojawiła się jako Magdalena.
W czerwcu 2008 gościła podczas XVI Międzynarodowego Festiwalu Filmów Erotycznych w Madrycie, którego oficjalnym rzecznikiem był Max Cortés, obok takich wykonawców jak Silvia Saint, Katsuni, Melissa Lauren, Rita Faltoyano, Belladonna, Annette Schwarz, Rebeca Linares, Sasha Grey, Steve Holmes i Nacho Vidal. W 2010 była nominowana do AVN Award w kategorii internetowa gwiazdka roku. W 2011 zdobyła nominację do XRCO Award w kategorii najlepszy powrót.

## Życie prywatne
W 2005 zdiagnozowano u niej niewydolność nerek.
Spotykała się z aktorem porno Dannym Mountainem, z którym wystąpiła w filmie Relish Traveling Czechs (2005). Była żoną reżysera porno Chrisa Streamsa.

## Nagrody
| Rok  | Nagroda                     | Kategoria                     | Film                   |
| ---- | --------------------------- | ----------------------------- | ---------------------- |
| 2005 | FICEB Ninfa Award           | Najlepsza gwiazdka            | Planet Silver 2 (2004) |
| 2005 | Adam Film World Guide Award | Najlepsza europejska gwiazdka | –                      |
| 2006 | Adam Film World Guide Award | Najlepsza europejska gwiazdka | –                      |
| 2011 | AVN Award                   | Wykonawczyni zagraniczna roku | –                      |
| 2020 | AVN Award                   | AVN Hall of Fame              | –                      |